# Eugen von Lannoy de la Motterie
Eugen von Lannoy de la Motterie (Eugéne-Hyacinthe-Marie-Joseph-Ignace de Lannoy) (* 15. August 1686 in Brüssel; † 10. September 1755 ebenda) war 5. Graf von la Motterie, Freiherr von d’Aix und Sombreffe sowie k.k. Generalfeldzeugmeister, wirklicher Geheimer Rat, Träger des Ordens vom Goldenen Vlies und zuletzt Gouverneur von Brüssel.

## Herkunft
Seine Eltern waren der 4. Graf von la Motterie François-Hyacinthe de Lannoy (* 13. Januar 1648; † Februar 1725) und dessen Ehefrau Anne-Françoise von Gavre († 30. November 1740). Seine Schwester Marie-Thérèse (* 19. Dezember 1692; † 6. Juni 1750) war mit dem Feldmarschall Königsegg-Rothenfels verheiratet.

## Leben
Er ging in österreichische Dienste und stieg bis zum General auf. Die Statthalterin Maria Elisabeth machte ihn zu ihrem Kammerherren und Oberküchenmeister. Im Jahr 1728 wurde er Gouverneur von Dendermonde. Dort wurde er im Januar 1733 zum Feldmarschall-Lieutenant ernannt. Am 19. November 1737 wurde er dann Gouverneur von Brüssel, dazu erhielt er am 5. Januar 1744 den Orden vom Goldenen Vlies und wurde am 8. Januar auch zum Geheimen Rat ernannt.
Am 19. April 1744 wurde Karl Alexander von Lothringen neuer Statthalter. Während des Österreichischen Erbfolgekrieges wurde Brüssel im Jahr 1746 besetzt. Lannoy geriet in Gefangenschaft und wurde auf Ehrenwort entlassen. Anschließend ging er nach Wien, wo er am 8. Oktober 1747 zum wirklichen Geheimen Rat ernannt wurde. Nach dem Ende des Krieges wurde er wieder als Gouverneur von Brüssel eingesetzt. Noch im Jahr 1754 wurde er zum Generalfeldzeugmeister befördert. Er starb 1755 als Gouverneur von Brüssel.

## Familie
Er heiratete am 17. April 1727 Lambertine Lamoraldine Thérese du Faing (* 4. Juli 1708; † 1786), Gräfin von Hasselt. Das Paar hatte wenigstens einen Sohn:
- Chrétien-Joseph-Grégoire-Ernest (* 13. Mai 1731; † 26. März 1822) ⚭ 1774 Marie-Catherine-Josèphe von Merode, Prinzessin von Rubempré (* 10. April 1743; † 26. März 1794)[3]